# Eberhard Kull
Eberhard Kull (* 11. März 1938 in Halle/Saale) ist ein deutscher Industriedesigner.

## Leben und Werk
Kull kam aus einer kinderreichen halleschen Familie. Während des Zweiten Weltkriegs lebte seine Mutter mit ihm im Rahmen der Erweiterten Kinderlandverschickung eine Zeitlang im Harz. Schon als Kind zeigte Kull eine Begabung für das Zeichnen, in jungen Jahren lernte er Bratsche und Kontrabass spielen, und er jazzte später bis ins hohe Alter in der oldtime company leuna.
Nach dem Schulabschluss machte Kull von 1956 bis 1957 ein Praktikum in der Möbelindustrie. Von 1957 bis 1963 studierte er bei Friedrich Engemann, Werner Laux, Lothar Zitzmann und Meinolf Splett Formgestaltung an der Hochschule für industrielle Formgestaltung Halle – Burg Giebichenstein (HIF). Dabei wurde er wegen nicht staatskonformer Äußerung zwischenzeitlich für ein Jahr zur Bewährung in der Produktion in den VEB Karosseriewerke Halle geschickt. „Das hat mir aber nicht geschadet“ sagte Kull im Rückblick. Er habe viel an handwerklicher Fertigkeit erlernt, was ihm später als Designer von Nutzen war. Für das Diplom designte Kull einen Muldenkipper.
Nach dem Studienabschluss war Kull bis 1964 Formgestalter im VEB ZEKIWA Zeitz und von 1964 bis 1966 Mitarbeiter in der Forschung und Entwicklung an der HIF. Danach arbeitete er in Halle freischaffend als Designer. Er gestaltete insbesondere Werkzeugmaschinen für volkseigene Großbetriebe, aber auch Objekte für den öffentlichen Raum. Als Exponat der IX. Kunstausstellung der DDR wurde eine von ihm designte Röhrenrutsche aus glasfaserverstärktem Polyesterharz als Kinderspielgerät im Außenbereich der Dresdner Messehallen präsentiert.
Kull war bis 1990 Mitglied des Verbands Bildender Künstler der DDR.

## Weitere Werke (Auswahl)

### Von Kull designte Industrieprodukte
- Senkrecht-Form- und Stempelstoßmaschine StSF 160 (1965)
- Hydraulische Einständerpresse PYE (Baureihe, 1969; mit Heinrich Wenzel)[3]
- Automatisierte Trommelrevolverdrehmaschine DRT 32 a (1971; mit Heinrich Wenzel)

### Entwürfe für Werke im öffentlichen Raum
- Röhrenrutschen (1978 und 1982; glasfaserverstärktes Polyesterharz; Halle, am damaligen Betriebskindergarten am Robert-Franz-Ring bzw. im Südpark)[4]
- 6 Stadtwappensteine (Stelen; Halle, an Zufahrtstraßen in der Nähe der Stadtgrenze)[4]

### Fachpublikationen Kulls (Auswahl)
- Senkrecht-Form- und Stempelstoßmaschine StSF. In: form + zweck, Berlin, 2/1966, S. 16–25[5]
- Einfluss der Geometrie des Spritzlochs von Dieseleinspritzpumpen auf das Einspritzverhalten. ESYTEC-Verlag 2004; Hrsg. Alfred Leipertz;  ISBN 3-931901-30-0; ISBN 978-3-931901-30-1

## Teilnahme an zentralen und wichtigen regionalen Ausstellungen in der DDR
- 1967/1968, 1977/1978 und 1987/1988: Dresden, VI. Deutsche Kunstausstellung und VIII. und X. Kunstausstellung der DDR
- 1974 und 1979: Halle (Saale), Bezirkskunstausstellungen

## Weblink
- Katja Pausch: Stelen an der Stadtgrenze: Dieser Mann macht Halles Stadteingänge unverwechselbar. In: mz.de. 18. März 2018.